# Gafieira Brasil
O Gafieira Brasil é um campeonato anual de dança brasileiro com workshop sobre samba e gafieira iniciado em 2015 na cidade do Rio de Janeiro, idealizado pelo dançarino e professor de dança Rodrigo Marques. Realizado anualmente no mês de abril.
A disputa principal envolve 12 casais de todas as regiões do país, que concorrem em duplas e em equipes (guiados por um técnico). que são julgados por três jurados. Essas duplas treinam durante 40 dias para uma apresentação no mês de abril. Há também disputa de nível amadores.
Em 2017, ocorreu a primeira edição especial na região norte do Brasil, na cidade de Belém do Pará, onde 100 duplas selecionadas foram para a cidade do Rio de Janeiro. No ano seguinte, o evento ocorreu na região Nordeste brasileira, na capital paraibana de João Pessoa. Denominado "Gafieira Brasil Nordeste", com produção local dos professores de dança e competidores Clewesson Soneca e Maria Hercília.
Conta com milhares de pessoas da comunidade do samba de gafieira, dentre: alunos, professores, promotores de evento, músicos e DJs. Na cidade do Rio de Janeiro três jurados selecionam 12 casais, que treinam durante 40 dias para a apresentação no mês de abril.